# Трайри
Трайри (порт. Trairi)  —  муниципалитет в Бразилии, входит в штат Сеара. Составная часть мезорегиона Север штата Сеара. Входит в экономико-статистический  микрорегион Итапипока. Население составляет 50 575 человек на 2006 год. Занимает площадь 924,555 км². Плотность населения — 54,7 чел./км².
Праздник города —  22 ноября.

## История
Город основан в 1951 году.

## Статистика
- Валовой внутренний продукт на 2003 составляет 79 303 965,00 реалов (данные: Бразильский институт географии и статистики).
- Валовой внутренний продукт на душу населения на 2003 составляет 1659,01 реалов (данные: Бразильский институт географии и статистики).
- Индекс развития человеческого потенциала на 2000 составляет 0,632 (данные: Программа развития ООН).